# Leagues Cup 2023
La Leagues Cup 2023 (en español: Copa de Ligas 2023) fue la tercera edición del torneo internacional y la primera de carácter oficial, que sirvió como proceso de clasificación para la Liga de Campeones de la Concacaf 2024, formando parte del nuevo sistema de competiciones de clubes de la Concacaf. Lo organizaron la Major League Soccer y la Liga MX y participaron todos los clubes de ambas ligas. Se llevó a cabo entre el 21 de julio y el 19 de agosto y tuvo lugar en Estados Unidos y Canadá, con un total de 77 partidos.

## Formato
Tuvieron participación todos los clubes de la Liga MX y de la MLS, con un total de cuarenta y siete equipos. Del total, cuarenta y cinco fueron divididos en quince grupos de tres equipos cada uno y avanzaron a la siguiente ronda los dos mejores de cada grupo. Los dos restantes fueron el campeón de la MLS Cup 2022 y el campeón de la Liga MX que acumuló más puntos durante la fase regular de los torneos Clausura y Apertura del año 2022, los que fueron posicionados automáticamente en los dieciseisavos de final.
En la fase de grupos cada equipo jugó dos partidos. En caso de que haya habido empate al final del tiempo reglamentario, se le otorgó un punto a cada contendiente e inmediatamente se ejecutaron tiros desde el punto penal, que otorgaron un punto adicional al ganador. 
Los treinta y dos clasificados disputaron una fase por eliminación directa, que culminó en la final.

## Equipos participantes
| Equipo                    | Ciudad                           |
| ------------------------- | -------------------------------- |
| América                   | Ciudad de México                 |
| Atlanta United            | Atlanta, Georgia                 |
| Atlas                     | Guadalajara, Jalisco             |
| Atlético de San Luis      | San Luis Potosí, San Luis Potosí |
| Austin                    | Austin, Texas                    |
| Charlotte                 | Charlotte, Carolina del Norte    |
| Chicago Fire              | Chicago, Illinois                |
| Cincinnati                | Cincinnati, Ohio                 |
| Colorado Rapids           | Commerce City, Colorado          |
| Columbus Crew             | Columbus, Ohio                   |
| Cruz Azul                 | Ciudad de México                 |
| FC Dallas                 | Frisco, Texas                    |
| DC United                 | Washington D. C.                 |
| Guadalajara               | Guadalajara, Jalisco             |
| Houston Dynamo            | Houston, Texas                   |
| Inter de Miami            | Fort Lauderdale, Florida         |
| Juárez                    | Ciudad Juárez, Chihuahua         |
| León                      | León, Guanajuato                 |
| Los Angeles Football Club | Los Ángeles, California          |
| Los Angeles Galaxy        | Carson, California               |
| Mazatlán                  | Mazatlán, Sinaloa                |
| Minnesota United          | Saint Paul, Minnesota            |
| Monterrey                 | Monterrey, Nuevo León            |
| Montréal                  | Montreal, Quebec                 |
| Nashville                 | Nashville, Tennessee             |
| Necaxa                    | Aguascalientes, Aguascalientes   |
| New England Revolution    | Foxborough, Massachusetts        |
| New York City             | Nueva York, Nueva York           |
| New York Red Bulls        | Harrison, Nueva Jersey           |
| Orlando City              | Orlando, Florida                 |
| Pachuca                   | Pachuca, Hidalgo                 |
| Philadelphia Union        | Chester, Pensilvania             |
| Portland Timbers          | Portland, Oregón                 |
| Puebla                    | Puebla, Puebla                   |
| Universidad Nacional      | Ciudad de México                 |
| Querétaro                 | Querétaro, Querétaro             |
| Real Salt Lake            | Sandy, Utah                      |
| St. Louis City            | San Luis, Misuri                 |
| San Jose Earthquakes      | San José, California             |
| Santos Laguna             | Torreón, Coahuila                |
| Seattle Sounders          | Seattle, Washington              |
| Sporting Kansas City      | Kansas City, Kansas              |
| Tigres UANL               | Monterrey, Nuevo León            |
| Tijuana                   | Tijuana, Baja California         |
| Toluca                    | Toluca, Estado de México         |
| Toronto                   | Toronto, Ontario                 |
| Vancouver Whitecaps       | Vancouver, Columbia Británica    |

### Sorteo
Para sortear a los participantes de la fase de grupos, los equipos estadounidenses se enlistaron según su posición en la MLS Supporters' Shield 2022, mientras que los mexicanos lo hicieron según la tabla acumulada de los torneos Clausura y Apertura del año 2022.
Cada uno de los grupos contiene a uno de los mejores equipos de una liga contra uno de los peores de la otra (por ejemplo, el segundo equipo fijo de la MLS contra el decimosexto de la Liga MX). Los dos últimos de la Liga MX y los trece últimos de la MLS fueron sorteados, priorizando su proximidad geográfica.
| Posición | Equipo                 | Asignación             |
| -------- | ---------------------- | ---------------------- |
| 1        | Los Angeles            | Dieciseisavos de final |
| 2        | Philadelphia Union     | Fijo                   |
| 3        | Montréal               | Fijo                   |
| 4        | Austin                 | Fijo                   |
| 5        | New York City          | Fijo                   |
| 6        | New York Red Bulls     | Fijo                   |
| 7        | Dallas                 | Fijo                   |
| 8        | Los Angeles Galaxy     | Fijo                   |
| 9        | Nashville              | Fijo                   |
| 10       | Cincinnati             | Fijo                   |
| 11       | Minnesota United       | Fijo                   |
| 12       | Inter Miami            | Fijo                   |
| 13       | Orlando City           | Fijo                   |
| 14       | Real Salt Lake         | Fijo                   |
| 15       | Portland Timbers       | Fijo                   |
| 16       | Columbus Crew          | Fijo                   |
| 17       | Vancouver Whitecaps    | Sorteado               |
| 18       | Colorado Rapids        | Sorteado               |
| 19       | Charlotte              | Sorteado               |
| 20       | New England Revolution | Sorteado               |
| 21       | Seattle Sounders       | Sorteado               |
| 22       | Sporting Kansas City   | Sorteado               |
| 23       | Atlanta United         | Sorteado               |
| 24       | Chicago Fire           | Sorteado               |
| 25       | Houston Dynamo         | Sorteado               |
| 26       | San Jose Earthquakes   | Sorteado               |
| 27       | Toronto                | Sorteado               |
| 28       | DC United              | Sorteado               |
| –        | St. Louis City         | Sorteado               |

| Posiciónk | Equipo               | Asignación             |
| --------- | -------------------- | ---------------------- |
| 1         | Pachuca              | Dieciseisavos de final |
| 2         | América              | Fijo                   |
| 3         | Tigres UANL          | Fijo                   |
| 4         | Monterrey            | Fijo                   |
| 5         | Santos Laguna        | Fijo                   |
| 6         | Cruz Azul            | Fijo                   |
| 7         | Puebla               | Fijo                   |
| 8         | Guadalajara          | Fijo                   |
| 9         | Toluca               | Fijo                   |
| 10        | León                 | Fijo                   |
| 11        | Necaxa               | Fijo                   |
| 12        | Atlético de San Luis | Fijo                   |
| 13        | Atlas                | Fijo                   |
| 14        | Mazatlán             | Fijo                   |
| 15        | Pumas UNAM           | Fijo                   |
| 16        | Tijuana              | Fijo                   |
| 17        | Juárez               | Sorteado               |
| 18        | Querétaro            | Sorteado               |

     Clasificados a Dieciseisavos de final.
     Asignados a un grupo según la clasificación de la liga.
     Sorteados en un grupo.
1. ↑  St. Louis City se unió a la MLS en la temporada 2023 y, por lo tanto, no tuvo una clasificación para la temporada 2022

## Calendario
El formato se anunció el 6 de octubre de 2022. Comenzó el 21 de julio y concluiría con la final el 19 de agosto.
| Fase         | Ronda                        | Fecha                  |
| ------------ | ---------------------------- | ---------------------- |
| Grupos       | Jornada 1                    | 21–23 de julio de 2023 |
| Grupos       | Jornada 2                    | 25–27 de julio de 2023 |
| Grupos       | Jornada 3                    | 29–31 de julio de 2023 |
| Eliminatoria | Dieciseisavos de final       | 2–4 de agosto de 2023  |
| Eliminatoria | Octavos de final             | 6–8 de agosto de 2023  |
| Eliminatoria | Cuartos de final             | 11 de agosto de 2023   |
| Eliminatoria | Semifinales                  | 15 de agosto de 2023   |
| Eliminatoria | Partido por el tercer puesto | 19 de agosto de 2023   |
| Eliminatoria | Final                        | 19 de agosto de 2023   |

## Fase de grupos
– clasificados a la fase eliminatoria.

### Zona Oeste

#### Oeste 1
| Equipo               | PJ | PG | PGP | PPP | PP | GF | GC | DG | Pts. |
| -------------------- | -- | -- | --- | --- | -- | -- | -- | -- | ---- |
| Tigres UANL          | 2  | 2  | 0   | 0   | 0  | 3  | 1  | 2  | 6    |
| Portland Timbers     | 2  | 1  | 0   | 0   | 1  | 3  | 2  | 1  | 3    |
| San Jose Earthquakes | 2  | 0  | 0   | 0   | 2  | 0  | 3  | –3 | 0    |

| \| Fecha \| Lugar \| Local \| Resultado \| Visitante \| \| ----------- \| -------- \| ---------------- \| --------- \| -------------------- \| \| 22 de julio \| Portland \| Portland Timbers \| 2–0 \| San Jose Earthquakes \| \| 26 de julio \| Portland \| Tigres UANL \| 2–1 \| Portland Timbers \| \| 30 de julio \| San José \| Tigres UANL \| 1–0 \| San Jose Earthquakes \| |          |                  |           |                      |
| Fecha | Lugar    | Local            | Resultado | Visitante            |
| 22 de julio | Portland | Portland Timbers | 2–0       | San Jose Earthquakes |
| 26 de julio | Portland | Tigres UANL      | 2–1       | Portland Timbers     |
| 30 de julio | San José | Tigres UANL      | 1–0       | San Jose Earthquakes |

#### Oeste 2
| Equipo           | PJ | PG | PGP | PPP | PP | GF | GC | DG | Pts. |
| ---------------- | -- | -- | --- | --- | -- | -- | -- | -- | ---- |
| Monterrey        | 2  | 2  | 0   | 0   | 0  | 7  | 2  | 5  | 6    |
| Real Salt Lake   | 2  | 1  | 0   | 0   | 1  | 3  | 3  | 0  | 3    |
| Seattle Sounders | 2  | 0  | 0   | 0   | 2  | 2  | 7  | –5 | 0    |

| \| Fecha \| Lugar \| Local \| Resultado \| Visitante \| \| ----------- \| ------- \| -------------- \| --------- \| ---------------- \| \| 22 de julio \| Sandy \| Real Salt Lake \| 3–0 \| Seattle Sounders \| \| 26 de julio \| Sandy \| Monterrey \| 3–0 \| Real Salt Lake \| \| 30 de julio \| Seattle \| Monterrey \| 4–2 \| Seattle Sounders \| |         |                |           |                  |
| Fecha | Lugar   | Local          | Resultado | Visitante        |
| 22 de julio | Sandy   | Real Salt Lake | 3–0       | Seattle Sounders |
| 26 de julio | Sandy   | Monterrey      | 3–0       | Real Salt Lake   |
| 30 de julio | Seattle | Monterrey      | 4–2       | Seattle Sounders |

#### Oeste 3
| Equipo              | PJ | PG | PGP | PPP | PP | GF | GC | DG | Pts. |
| ------------------- | -- | -- | --- | --- | -- | -- | -- | -- | ---- |
| León                | 2  | 1  | 1   | 0   | 0  | 3  | 2  | 1  | 5    |
| Vancouver Whitecaps | 2  | 1  | 0   | 1   | 0  | 4  | 3  | 1  | 4    |
| Los Angeles Galaxy  | 2  | 0  | 0   | 0   | 2  | 1  | 3  | –2 | 0    |

| \| Fecha \| Lugar \| Local \| Resultado \| Visitante \| \| ----------------- \| --------- \| ------------------- \| -------------- \| ------------------- \| \| 21 de julio \| Vancouver \| Vancouver Whitecaps \| 2–2 (15–16 p.) \| León \| \| 26 de julio[n. 1] \| Carson \| Los Angeles Galaxy \| 0–1 \| León \| \| 30 de julio \| Carson \| Los Angeles Galaxy \| 1–2 \| Vancouver Whitecaps \| |           |                     |                |                     |
| Fecha | Lugar     | Local               | Resultado      | Visitante           |
| 21 de julio | Vancouver | Vancouver Whitecaps | 2–2 (15–16 p.) | León                |
| 26 de julio | Carson    | Los Angeles Galaxy  | 0–1            | León                |
| 30 de julio | Carson    | Los Angeles Galaxy  | 1–2            | Vancouver Whitecaps |

### Zona Central

#### Central 1
| Equipo         | PJ | PG | PGP | PPP | PP | GF | GC | DG | Pts. |
| -------------- | -- | -- | --- | --- | -- | -- | -- | -- | ---- |
| Columbus Crew  | 2  | 2  | 0   | 0   | 0  | 6  | 2  | 4  | 6    |
| América        | 2  | 1  | 0   | 0   | 1  | 5  | 4  | 1  | 3    |
| St. Louis City | 2  | 0  | 0   | 0   | 2  | 1  | 6  | –5 | 0    |

| \| Fecha \| Lugar \| Local \| Resultado \| Visitante \| \| ----------- \| -------- \| ------------- \| --------- \| -------------- \| \| 23 de julio \| Columbus \| Columbus Crew \| 2–1 \| St. Louis City \| \| 27 de julio \| San Luis \| América \| 4–0 \| St. Louis City \| \| 31 de julio \| Columbus \| América \| 1–4 \| Columbus Crew \| |          |               |           |                |
| Fecha | Lugar    | Local         | Resultado | Visitante      |
| 23 de julio | Columbus | Columbus Crew | 2–1       | St. Louis City |
| 27 de julio | San Luis | América       | 4–0       | St. Louis City |
| 31 de julio | Columbus | América       | 1–4       | Columbus Crew  |

#### Central 2
| Equipo           | PJ | PG | PGP | PPP | PP | GF | GC | DG | Pts. |
| ---------------- | -- | -- | --- | --- | -- | -- | -- | -- | ---- |
| Chicago Fire     | 2  | 1  | 0   | 1   | 0  | 4  | 3  | 1  | 4    |
| Minnesota United | 2  | 1  | 0   | 0   | 1  | 6  | 3  | 3  | 3    |
| Puebla           | 2  | 0  | 1   | 0   | 1  | 1  | 5  | –4 | 2    |

| \| Fecha \| Lugar \| Local \| Resultado \| Visitante \| \| ----------- \| ---------- \| ---------------- \| ------------- \| ---------------- \| \| 23 de julio \| Saint Paul \| Puebla \| 0–4 \| Minnesota United \| \| 27 de julio \| Saint Paul \| Minnesota United \| 2–3 \| Chicago Fire \| \| 31 de julio \| Bridgeview \| Puebla \| 1–1 (10–9 p.) \| Chicago Fire \| |            |                  |               |                  |
| Fecha | Lugar      | Local            | Resultado     | Visitante        |
| 23 de julio | Saint Paul | Puebla           | 0–4           | Minnesota United |
| 27 de julio | Saint Paul | Minnesota United | 2–3           | Chicago Fire     |
| 31 de julio | Bridgeview | Puebla           | 1–1 (10–9 p.) | Chicago Fire     |

#### Central 3
| Equipo               | PJ | PG | PGP | PPP | PP | GF | GC | DG | Pts. |
| -------------------- | -- | -- | --- | --- | -- | -- | -- | -- | ---- |
| Cincinnati           | 2  | 1  | 1   | 0   | 0  | 6  | 4  | 2  | 5    |
| Sporting Kansas City | 2  | 1  | 0   | 1   | 0  | 4  | 3  | 1  | 4    |
| Guadalajara          | 2  | 0  | 0   | 0   | 2  | 1  | 4  | –3 | 0    |

| \| Fecha \| Lugar \| Local \| Resultado \| Visitante \| \| ----------------- \| ----------- \| ----------- \| ------------ \| -------------------- \| \| 23 de julio \| Cincinnati \| Cincinnati \| 3–3 (4–2 p.) \| Sporting Kansas City \| \| 27 de julio[n. 2] \| Cincinnati \| Guadalajara \| 1–3 \| Cincinnati \| \| 31 de julio \| Kansas City \| Guadalajara \| 0–1 \| Sporting Kansas City \| |             |             |              |                      |
| Fecha | Lugar       | Local       | Resultado    | Visitante            |
| 23 de julio | Cincinnati  | Cincinnati  | 3–3 (4–2 p.) | Sporting Kansas City |
| 27 de julio | Cincinnati  | Guadalajara | 1–3          | Cincinnati           |
| 31 de julio | Kansas City | Guadalajara | 0–1          | Sporting Kansas City |

#### Central 4
| Equipo          | PJ | PG | PGP | PPP | PP | GF | GC | DG | Pts. |
| --------------- | -- | -- | --- | --- | -- | -- | -- | -- | ---- |
| Toluca          | 2  | 2  | 0   | 0   | 0  | 8  | 4  | 4  | 6    |
| Nashville       | 2  | 1  | 0   | 0   | 1  | 5  | 5  | 0  | 3    |
| Colorado Rapids | 2  | 0  | 0   | 0   | 2  | 2  | 6  | –4 | 0    |

| \| Fecha \| Lugar \| Local \| Resultado \| Visitante \| \| ----------- \| ------------- \| --------- \| --------- \| --------------- \| \| 23 de julio \| Nashville \| Nashville \| 2–1 \| Colorado Rapids \| \| 27 de julio \| Nashville \| Nashville \| 3–4 \| Toluca \| \| 31 de julio \| Commerce City \| Toluca \| 4–1 \| Colorado Rapids \| |               |           |           |                 |
| Fecha | Lugar         | Local     | Resultado | Visitante       |
| 23 de julio | Nashville     | Nashville | 2–1       | Colorado Rapids |
| 27 de julio | Nashville     | Nashville | 3–4       | Toluca          |
| 31 de julio | Commerce City | Toluca    | 4–1       | Colorado Rapids |

### Zona Sur

#### Sur 1
| Equipo   | PJ | PG | PGP | PPP | PP | GF | GC | DG | Pts. |
| -------- | -- | -- | --- | --- | -- | -- | -- | -- | ---- |
| Mazatlán | 2  | 1  | 1   | 0   | 0  | 4  | 2  | 2  | 5    |
| Juárez   | 2  | 1  | 0   | 1   | 0  | 4  | 2  | 2  | 4    |
| Austin   | 2  | 0  | 0   | 0   | 2  | 2  | 6  | –4 | 0    |

| \| Fecha \| Lugar \| Local \| Resultado \| Visitante \| \| ----------- \| ------ \| -------- \| ------------ \| --------- \| \| 21 de julio \| Austin \| Austin \| 1–3 \| Mazatlán \| \| 25 de julio \| Austin \| Mazatlán \| 1–1 (4–2 p.) \| Juárez \| \| 29 de julio \| Austin \| Austin \| 1–3 \| Juárez \| |        |          |              |           |
| Fecha | Lugar  | Local    | Resultado    | Visitante |
| 21 de julio | Austin | Austin   | 1–3          | Mazatlán  |
| 25 de julio | Austin | Mazatlán | 1–1 (4–2 p.) | Juárez    |
| 29 de julio | Austin | Austin   | 1–3          | Juárez    |

#### Sur 2
| Equipo         | PJ | PG | PGP | PPP | PP | GF | GC | DG | Pts. |
| -------------- | -- | -- | --- | --- | -- | -- | -- | -- | ---- |
| Orlando City   | 2  | 1  | 1   | 0   | 0  | 4  | 3  | 1  | 5    |
| Houston Dynamo | 2  | 0  | 1   | 1   | 0  | 3  | 3  | 0  | 3    |
| Santos Laguna  | 2  | 0  | 0   | 1   | 1  | 4  | 5  | –1 | 1    |

| \| Fecha \| Lugar \| Local \| Resultado \| Visitante \| \| ----------- \| ------- \| ------------- \| ------------ \| -------------- \| \| 21 de julio \| Orlando \| Orlando City \| 1–1 (5–4 p.) \| Houston Dynamo \| \| 25 de julio \| Houston \| Santos Laguna \| 2–2 (4–5 p.) \| Houston Dynamo \| \| 29 de julio \| Orlando \| Santos Laguna \| 2–3 \| Orlando City \| |         |               |              |                |
| Fecha | Lugar   | Local         | Resultado    | Visitante      |
| 21 de julio | Orlando | Orlando City  | 1–1 (5–4 p.) | Houston Dynamo |
| 25 de julio | Houston | Santos Laguna | 2–2 (4–5 p.) | Houston Dynamo |
| 29 de julio | Orlando | Santos Laguna | 2–3          | Orlando City   |

#### Sur 3
| Equipo         | PJ | PG | PGP | PPP | PP | GF | GC | DG | Pts. |
| -------------- | -- | -- | --- | --- | -- | -- | -- | -- | ---- |
| Inter Miami    | 2  | 2  | 0   | 0   | 0  | 6  | 1  | 5  | 6    |
| Cruz Azul      | 2  | 0  | 1   | 0   | 1  | 2  | 3  | –1 | 2    |
| Atlanta United | 2  | 0  | 0   | 1   | 1  | 1  | 5  | –4 | 1    |

| \| Fecha \| Lugar \| Local \| Resultado \| Visitante \| \| ----------- \| --------------- \| ----------- \| ------------ \| -------------- \| \| 21 de julio \| Fort Lauderdale \| Cruz Azul \| 1–2 \| Inter Miami \| \| 25 de julio \| Fort Lauderdale \| Inter Miami \| 4–0 \| Atlanta United \| \| 29 de julio \| Atlanta \| Cruz Azul \| 1–1 (5–4 p.) \| Atlanta United \| |                 |             |              |                |
| Fecha | Lugar           | Local       | Resultado    | Visitante      |
| 21 de julio | Fort Lauderdale | Cruz Azul   | 1–2          | Inter Miami    |
| 25 de julio | Fort Lauderdale | Inter Miami | 4–0          | Atlanta United |
| 29 de julio | Atlanta         | Cruz Azul   | 1–1 (5–4 p.) | Atlanta United |

#### Sur 4
| Equipo    | PJ | PG | PGP | PPP | PP | GF | GC | DG | Pts. |
| --------- | -- | -- | --- | --- | -- | -- | -- | -- | ---- |
| Charlotte | 2  | 1  | 1   | 0   | 0  | 6  | 3  | 3  | 5    |
| Dallas    | 2  | 1  | 0   | 1   | 0  | 5  | 2  | 3  | 4    |
| Necaxa    | 2  | 0  | 0   | 0   | 2  | 1  | 7  | –6 | 0    |

| \| Fecha \| Lugar \| Local \| Resultado \| Visitante \| \| ----------- \| --------- \| ------ \| ------------ \| --------- \| \| 21 de julio \| Frisco \| Dallas \| 2–2 (1–4 p.) \| Charlotte \| \| 25 de julio \| Frisco \| Dallas \| 3–0 \| Necaxa \| \| 29 de julio \| Charlotte \| Necaxa \| 1–4 \| Charlotte \| |           |        |              |           |
| Fecha | Lugar     | Local  | Resultado    | Visitante |
| 21 de julio | Frisco    | Dallas | 2–2 (1–4 p.) | Charlotte |
| 25 de julio | Frisco    | Dallas | 3–0          | Necaxa    |
| 29 de julio | Charlotte | Necaxa | 1–4          | Charlotte |

### Zona Este

#### Este 1
| Equipo             | PJ | PG | PGP | PPP | PP | GF | GC | DG | Pts. |
| ------------------ | -- | -- | --- | --- | -- | -- | -- | -- | ---- |
| Philadelphia Union | 2  | 2  | 0   | 0   | 0  | 8  | 2  | 6  | 6    |
| Querétaro          | 2  | 1  | 0   | 0   | 1  | 2  | 5  | –3 | 3    |
| Tijuana            | 2  | 0  | 0   | 0   | 2  | 1  | 4  | –3 | 0    |

| \| Fecha \| Lugar \| Local \| Resultado \| Visitante \| \| ----------- \| ------- \| ------------------ \| --------- \| --------- \| \| 22 de julio \| Chester \| Philadelphia Union \| 3–1 \| Tijuana \| \| 26 de julio \| Chester \| Philadelphia Union \| 5–1 \| Querétaro \| \| 30 de julio \| Chester \| Tijuana \| 0–1 \| Querétaro \| |         |                    |           |           |
| Fecha | Lugar   | Local              | Resultado | Visitante |
| 22 de julio | Chester | Philadelphia Union | 3–1       | Tijuana   |
| 26 de julio | Chester | Philadelphia Union | 5–1       | Querétaro |
| 30 de julio | Chester | Tijuana            | 0–1       | Querétaro |

#### Este 2
| Equipo     | PJ | PG | PGP | PPP | PP | GF | GC | DG | Pts. |
| ---------- | -- | -- | --- | --- | -- | -- | -- | -- | ---- |
| Pumas UNAM | 2  | 1  | 0   | 1   | 0  | 5  | 2  | 3  | 4    |
| DC United  | 2  | 1  | 0   | 0   | 1  | 1  | 3  | –2 | 3    |
| Montréal   | 2  | 0  | 1   | 0   | 1  | 2  | 3  | –1 | 2    |

| \| Fecha \| Lugar \| Local \| Resultado \| Visitante \| \| ----------- \| ---------------- \| ---------- \| ------------ \| ---------- \| \| 22 de julio \| Montreal \| Montréal \| 2–2 (4–2 p.) \| Pumas UNAM \| \| 26 de julio \| Montreal \| Montréal \| 0–1 \| DC United \| \| 29 de julio \| Washington D. C. \| Pumas UNAM \| 3–0 \| DC United \| |                  |            |              |            |
| Fecha | Lugar            | Local      | Resultado    | Visitante  |
| 22 de julio | Montreal         | Montréal   | 2–2 (4–2 p.) | Pumas UNAM |
| 26 de julio | Montreal         | Montréal   | 0–1          | DC United  |
| 29 de julio | Washington D. C. | Pumas UNAM | 3–0          | DC United  |

#### Este 3
| Equipo        | PJ | PG | PGP | PPP | PP | GF | GC | DG | Pts. |
| ------------- | -- | -- | --- | --- | -- | -- | -- | -- | ---- |
| Atlas         | 2  | 2  | 0   | 0   | 0  | 2  | 0  | 2  | 6    |
| New York City | 2  | 1  | 0   | 0   | 1  | 5  | 1  | 4  | 3    |
| Toronto       | 2  | 0  | 0   | 0   | 2  | 0  | 6  | –6 | 0    |

| \| Fecha \| Lugar \| Local \| Resultado \| Visitante \| \| ----------- \| ---------- \| ------------- \| --------- \| --------- \| \| 23 de julio \| Nueva York \| New York City \| 0–1 \| Atlas \| \| 26 de julio \| Harrison \| New York City \| 5–0 \| Toronto \| \| 30 de julio \| Toronto \| Atlas \| 1–0 \| Toronto \| |            |               |           |           |
| Fecha | Lugar      | Local         | Resultado | Visitante |
| 23 de julio | Nueva York | New York City | 0–1       | Atlas     |
| 26 de julio | Harrison   | New York City | 5–0       | Toronto   |
| 30 de julio | Toronto    | Atlas         | 1–0       | Toronto   |

#### Este 4
| Equipo                 | PJ | PG | PGP | PPP | PP | GF | GC | DG | Pts. |
| ---------------------- | -- | -- | --- | --- | -- | -- | -- | -- | ---- |
| New York Red Bulls     | 2  | 1  | 1   | 0   | 0  | 2  | 1  | 1  | 5    |
| New England Revolution | 2  | 1  | 0   | 1   | 0  | 5  | 1  | 4  | 4    |
| Atlético de San Luis   | 2  | 0  | 0   | 0   | 2  | 2  | 7  | –5 | 0    |

| \| Fecha \| Lugar \| Local \| Resultado \| Visitante \| \| ----------- \| ---------- \| -------------------- \| ------------ \| ---------------------- \| \| 22 de julio \| Harrison \| New York Red Bulls \| 0–0 (4–2 p.) \| New England Revolution \| \| 26 de julio \| Foxborough \| Atlético de San Luis \| 1–5 \| New England Revolution \| \| 30 de julio \| Harrison \| New York Red Bulls \| 2–1 \| Atlético de San Luis \| |            |                      |              |                        |
| Fecha | Lugar      | Local                | Resultado    | Visitante              |
| 22 de julio | Harrison   | New York Red Bulls   | 0–0 (4–2 p.) | New England Revolution |
| 26 de julio | Foxborough | Atlético de San Luis | 1–5          | New England Revolution |
| 30 de julio | Harrison   | New York Red Bulls   | 2–1          | Atlético de San Luis   |

## Fase eliminatoria

### Cuadro de desarrollo
Equipos que ingresaron directamente en esta ronda:
- Campeón de la MLS Cup 2022: Los Angeles.
- Campeón con más puntos en la tabla acumulada de los torneos Clausura y Apertura de 2022: Pachuca.

|  | Dieciseisavos de final | Dieciseisavos de final      | Dieciseisavos de final |                        |                         | Octavos de final        | Octavos de final | Octavos de final |  |                    | Cuartos de final   | Cuartos de final | Cuartos de final |  |                    | Semifinales        | Semifinales | Semifinales |           |                              | Final                        | Final                        | Final |  |
|  |                        |                             |                        |                        |                         |                         |                  |                  |  |                    |                    |                  |                  |  |                    |                    |             |             |           |                              |                              |                              |       |  |
|  |                        |                             |                        |                        |                         |                         |                  |                  |  |                    |                    |                  |                  |  |                    |                    |             |             |           |                              |                              |                              |       |  |
|  | MLS                    | Los Angeles                 | 7                      |                        |                         |                         |                  |                  |  |                    |                    |                  |                  |  |                    |                    |             |             |           |                              |                              |                              |       |  |
|  | MLS                    | Los Angeles                 | 7                      |                        |                         |                         |                  |                  |  |                    |                    |                  |                  |  |                    |                    |             |             |           |                              |                              |                              |       |  |
|  | S1-2                   | Juárez                      | 1                      |                        |                         |                         |                  |                  |  |                    |                    |                  |                  |  |                    |                    |             |             |           |                              |                              |                              |       |  |
|  | S1-2                   | Juárez                      | 1                      |                        | Los Angeles             | Los Angeles             | 4                |                  |  |                    |                    |                  |                  |  |                    |                    |             |             |           |                              |                              |                              |       |  |
|  |                        |                             |                        |                        | Los Angeles             | Los Angeles             | 4                |                  |  |                    |                    |                  |                  |  |                    |                    |             |             |           |                              |                              |                              |       |  |
|  |                        |                             | Real Salt Lake         | Real Salt Lake         | 0                       |                         |                  |                  |  |                    |                    |                  |                  |  |                    |                    |             |             |           |                              |                              |                              |       |  |
|  | O3-1                   | León                        | Real Salt Lake         | Real Salt Lake         | 0                       | 1                       |                  |                  |  |                    |                    |                  |                  |  |                    |                    |             |             |           |                              |                              |                              |       |  |
|  | O3-1                   | León                        |                        |                        |                         |                         |                  |                  |  |                    |                    |                  |                  |  |                    |                    |             |             |           |                              |                              |                              |       |  |
|  | O2-2                   | Real Salt Lake              | 3                      |                        |                         |                         |                  |                  |  |                    |                    |                  |                  |  |                    |                    |             |             |           |                              |                              |                              |       |  |
|  | O2-2                   | Real Salt Lake              | 3                      |                        |                         |                         |                  |                  |  | Los Angeles        | Los Angeles        | 2                |                  |  |                    |                    |             |             |           |                              |                              |                              |       |  |
|  |                        |                             |                        |                        |                         |                         |                  |                  |  | Los Angeles        | Los Angeles        | 2                |                  |  |                    |                    |             |             |           |                              |                              |                              |       |  |
|  |                        |                             | Monterrey              | Monterrey              | 3                       |                         |                  |                  |  |                    |                    |                  |                  |  |                    |                    |             |             |           |                              |                              |                              |       |  |
|  | O1-1                   | Tigres UANL (p.)            | Monterrey              | Monterrey              | 3                       | 1 (5)                   |                  |                  |  |                    |                    |                  |                  |  |                    |                    |             |             |           |                              |                              |                              |       |  |
|  | O1-1                   | Tigres UANL (p.)            |                        |                        |                         |                         |                  |                  |  |                    |                    |                  |                  |  |                    |                    |             |             |           |                              |                              |                              |       |  |
|  | O3-2                   | Vancouver Whitecaps         | 1 (3)                  |                        |                         |                         |                  |                  |  |                    |                    |                  |                  |  |                    |                    |             |             |           |                              |                              |                              |       |  |
|  | O3-2                   | Vancouver Whitecaps         | 1 (3)                  |                        | Tigres UANL             | Tigres UANL             | 0                |                  |  |                    |                    |                  |                  |  |                    |                    |             |             |           |                              |                              |                              |       |  |
|  |                        |                             |                        |                        | Tigres UANL             | Tigres UANL             | 0                |                  |  |                    |                    |                  |                  |  |                    |                    |             |             |           |                              |                              |                              |       |  |
|  |                        |                             | Monterrey              | Monterrey              | 1                       |                         |                  |                  |  |                    |                    |                  |                  |  |                    |                    |             |             |           |                              |                              |                              |       |  |
|  | O2-1                   | Monterrey                   | Monterrey              | Monterrey              | 1                       | 1                       |                  |                  |  |                    |                    |                  |                  |  |                    |                    |             |             |           |                              |                              |                              |       |  |
|  | O2-1                   | Monterrey                   |                        |                        |                         |                         |                  |                  |  |                    |                    |                  |                  |  |                    |                    |             |             |           |                              |                              |                              |       |  |
|  | O1-2                   | Portland Timbers            | 0                      |                        |                         |                         |                  |                  |  |                    |                    |                  |                  |  |                    |                    |             |             |           |                              |                              |                              |       |  |
|  | O1-2                   | Portland Timbers            | 0                      |                        |                         |                         |                  |                  |  |                    |                    |                  |                  |  | Monterrey          | Monterrey          | 0           |             |           |                              |                              |                              |       |  |
|  |                        |                             |                        |                        |                         |                         |                  |                  |  |                    |                    |                  |                  |  | Monterrey          | Monterrey          | 0           |             |           |                              |                              |                              |       |  |
|  |                        |                             | Nashville              | Nashville              | 2                       |                         |                  |                  |  |                    |                    |                  |                  |  |                    |                    |             |             |           |                              |                              |                              |       |  |
|  | C1-1                   | Columbus Crew               | Nashville              | Nashville              | 2                       | 3 (3)                   |                  |                  |  |                    |                    |                  |                  |  |                    |                    |             |             |           |                              |                              |                              |       |  |
|  | C1-1                   | Columbus Crew               |                        |                        |                         |                         |                  |                  |  |                    |                    |                  |                  |  |                    |                    |             |             |           |                              |                              |                              |       |  |
|  | C2-2                   | Minnesota United (p.)       | 3 (4)                  |                        |                         |                         |                  |                  |  |                    |                    |                  |                  |  |                    |                    |             |             |           |                              |                              |                              |       |  |
|  | C2-2                   | Minnesota United (p.)       | 3 (4)                  |                        | Minnesota United (p.)   | Minnesota United (p.)   | 2 (4)            |                  |  |                    |                    |                  |                  |  |                    |                    |             |             |           |                              |                              |                              |       |  |
|  |                        |                             |                        |                        | Minnesota United (p.)   | Minnesota United (p.)   | 2 (4)            |                  |  |                    |                    |                  |                  |  |                    |                    |             |             |           |                              |                              |                              |       |  |
|  |                        |                             | Toluca                 | Toluca                 | 2 (2)                   |                         |                  |                  |  |                    |                    |                  |                  |  |                    |                    |             |             |           |                              |                              |                              |       |  |
|  | C4-1                   | Toluca                      | Toluca                 | Toluca                 | 2 (2)                   | 4                       |                  |                  |  |                    |                    |                  |                  |  |                    |                    |             |             |           |                              |                              |                              |       |  |
|  | C4-1                   | Toluca                      |                        |                        |                         |                         |                  |                  |  |                    |                    |                  |                  |  |                    |                    |             |             |           |                              |                              |                              |       |  |
|  | C3-2                   | Sporting Kansas City        | 1                      |                        |                         |                         |                  |                  |  |                    |                    |                  |                  |  |                    |                    |             |             |           |                              |                              |                              |       |  |
|  | C3-2                   | Sporting Kansas City        | 1                      |                        |                         |                         |                  |                  |  | Minnesota United   | Minnesota United   | 0                |                  |  |                    |                    |             |             |           |                              |                              |                              |       |  |
|  |                        |                             |                        |                        |                         |                         |                  |                  |  | Minnesota United   | Minnesota United   | 0                |                  |  |                    |                    |             |             |           |                              |                              |                              |       |  |
|  |                        |                             | Nashville              | Nashville              | 5                       |                         |                  |                  |  |                    |                    |                  |                  |  |                    |                    |             |             |           |                              |                              |                              |       |  |
|  | C2-1                   | Chicago Fire                | Nashville              | Nashville              | 5                       | 0                       |                  |                  |  |                    |                    |                  |                  |  |                    |                    |             |             |           |                              |                              |                              |       |  |
|  | C2-1                   | Chicago Fire                |                        |                        |                         |                         |                  |                  |  |                    |                    |                  |                  |  |                    |                    |             |             |           |                              |                              |                              |       |  |
|  | C1-2                   | América                     | 1                      |                        |                         |                         |                  |                  |  |                    |                    |                  |                  |  |                    |                    |             |             |           |                              |                              |                              |       |  |
|  | C1-2                   | América                     | 1                      |                        | América                 | América                 | 2 (5)            |                  |  |                    |                    |                  |                  |  |                    |                    |             |             |           |                              |                              |                              |       |  |
|  |                        |                             |                        |                        | América                 | América                 | 2 (5)            |                  |  |                    |                    |                  |                  |  |                    |                    |             |             |           |                              |                              |                              |       |  |
|  |                        |                             | Nashville (p.)         | Nashville (p.)         | 2 (6)                   |                         |                  |                  |  |                    |                    |                  |                  |  |                    |                    |             |             |           |                              |                              |                              |       |  |
|  | C3-1                   | Cincinnati                  | Nashville (p.)         | Nashville (p.)         | 2 (6)                   | 1 (4)                   |                  |                  |  |                    |                    |                  |                  |  |                    |                    |             |             |           |                              |                              |                              |       |  |
|  | C3-1                   | Cincinnati                  |                        |                        |                         |                         |                  |                  |  |                    |                    |                  |                  |  |                    |                    |             |             |           |                              |                              |                              |       |  |
|  | C4-2                   | Nashville (p.)              | 1 (5)                  |                        |                         |                         |                  |                  |  |                    |                    |                  |                  |  |                    |                    |             |             |           |                              |                              |                              |       |  |
|  | C4-2                   | Nashville (p.)              | 1 (5)                  |                        |                         |                         |                  |                  |  |                    |                    |                  |                  |  |                    |                    |             |             |           | Nashville                    | Nashville                    | 1 (9)                        |       |  |
|  |                        |                             |                        |                        |                         |                         |                  |                  |  |                    |                    |                  |                  |  |                    |                    |             |             |           | Nashville                    | Nashville                    | 1 (9)                        |       |  |
|  |                        |                             | Inter Miami            | Inter Miami            | 1 (10)                  |                         |                  |                  |  |                    |                    |                  |                  |  |                    |                    |             |             |           |                              |                              |                              |       |  |
|  | E1-1                   | Philadelphia Union (p.)     | Inter Miami            | Inter Miami            | 1 (10)                  | 0 (5)                   |                  |                  |  |                    |                    |                  |                  |  |                    |                    |             |             |           |                              |                              |                              |       |  |
|  | E1-1                   | Philadelphia Union (p.)     |                        |                        |                         |                         |                  |                  |  |                    |                    |                  |                  |  |                    |                    |             |             |           |                              |                              |                              |       |  |
|  | E2-2                   | DC United                   | 0 (4)                  |                        |                         |                         |                  |                  |  |                    |                    |                  |                  |  |                    |                    |             |             |           |                              |                              |                              |       |  |
|  | E2-2                   | DC United                   | 0 (4)                  |                        | Philadelphia Union (p.) | Philadelphia Union (p.) | 1 (4)            |                  |  |                    |                    |                  |                  |  |                    |                    |             |             |           |                              |                              |                              |       |  |
|  |                        |                             |                        |                        | Philadelphia Union (p.) | Philadelphia Union (p.) | 1 (4)            |                  |  |                    |                    |                  |                  |  |                    |                    |             |             |           |                              |                              |                              |       |  |
|  |                        |                             | New York RB            | New York RB            | 1 (3)                   |                         |                  |                  |  |                    |                    |                  |                  |  |                    |                    |             |             |           |                              |                              |                              |       |  |
|  | E4-1                   | New York RB                 | New York RB            | New York RB            | 1 (3)                   | 1                       |                  |                  |  |                    |                    |                  |                  |  |                    |                    |             |             |           |                              |                              |                              |       |  |
|  | E4-1                   | New York RB                 |                        |                        |                         |                         |                  |                  |  |                    |                    |                  |                  |  |                    |                    |             |             |           |                              |                              |                              |       |  |
|  | E3-2                   | New York City               | 0                      |                        |                         |                         |                  |                  |  |                    |                    |                  |                  |  |                    |                    |             |             |           |                              |                              |                              |       |  |
|  | E3-2                   | New York City               | 0                      |                        |                         |                         |                  |                  |  | Philadelphia Union | Philadelphia Union | 2                |                  |  |                    |                    |             |             |           |                              |                              |                              |       |  |
|  |                        |                             |                        |                        |                         |                         |                  |                  |  | Philadelphia Union | Philadelphia Union | 2                |                  |  |                    |                    |             |             |           |                              |                              |                              |       |  |
|  |                        |                             | Querétaro              | Querétaro              | 1                       |                         |                  |                  |  |                    |                    |                  |                  |  |                    |                    |             |             |           |                              |                              |                              |       |  |
|  | E2-1                   | Pumas UNAM                  | Querétaro              | Querétaro              | 1                       | 0                       |                  |                  |  |                    |                    |                  |                  |  |                    |                    |             |             |           |                              |                              |                              |       |  |
|  | E2-1                   | Pumas UNAM                  |                        |                        |                         |                         |                  |                  |  |                    |                    |                  |                  |  |                    |                    |             |             |           |                              |                              |                              |       |  |
|  | E1-2                   | Querétaro                   | 1                      |                        |                         |                         |                  |                  |  |                    |                    |                  |                  |  |                    |                    |             |             |           |                              |                              |                              |       |  |
|  | E1-2                   | Querétaro                   | 1                      |                        | Querétaro (p.)          | Querétaro (p.)          | 1 (4)            |                  |  |                    |                    |                  |                  |  |                    |                    |             |             |           |                              |                              |                              |       |  |
|  |                        |                             |                        |                        | Querétaro (p.)          | Querétaro (p.)          | 1 (4)            |                  |  |                    |                    |                  |                  |  |                    |                    |             |             |           |                              |                              |                              |       |  |
|  |                        |                             | New England Revolution | New England Revolution | 1 (3)                   |                         |                  |                  |  |                    |                    |                  |                  |  |                    |                    |             |             |           |                              |                              |                              |       |  |
|  | E3-1                   | Atlas                       | New England Revolution | New England Revolution | 1 (3)                   | 2 (7)                   |                  |                  |  |                    |                    |                  |                  |  |                    |                    |             |             |           |                              |                              |                              |       |  |
|  | E3-1                   | Atlas                       |                        |                        |                         |                         |                  |                  |  |                    |                    |                  |                  |  |                    |                    |             |             |           |                              |                              |                              |       |  |
|  | E4-2                   | New England Revolution (p.) | 2 (8)                  |                        |                         |                         |                  |                  |  |                    |                    |                  |                  |  |                    |                    |             |             |           |                              |                              |                              |       |  |
|  | E4-2                   | New England Revolution (p.) | 2 (8)                  |                        |                         |                         |                  |                  |  |                    |                    |                  |                  |  | Philadelphia Union | Philadelphia Union | 1           |             |           |                              |                              |                              |       |  |
|  |                        |                             |                        |                        |                         |                         |                  |                  |  |                    |                    |                  |                  |  | Philadelphia Union | Philadelphia Union | 1           |             |           |                              |                              |                              |       |  |
|  |                        |                             | Inter Miami            | Inter Miami            | 4                       |                         |                  |                  |  |                    |                    |                  |                  |  |                    |                    |             |             |           |                              |                              |                              |       |  |
|  | S1-1                   | Mazatlán                    | Inter Miami            | Inter Miami            | 4                       | 1                       |                  |                  |  |                    |                    |                  |                  |  |                    |                    |             |             |           |                              |                              |                              |       |  |
|  | S1-1                   | Mazatlán                    |                        |                        |                         |                         |                  |                  |  |                    |                    |                  |                  |  |                    |                    |             |             |           |                              |                              |                              |       |  |
|  | S4-2                   | Dallas                      | 2                      |                        |                         |                         |                  |                  |  |                    |                    |                  |                  |  |                    |                    |             |             |           |                              |                              |                              |       |  |
|  | S4-2                   | Dallas                      | 2                      |                        | Dallas                  | Dallas                  | 4 (3)            |                  |  |                    |                    |                  |                  |  |                    |                    |             |             |           |                              |                              |                              |       |  |
|  |                        |                             |                        |                        | Dallas                  | Dallas                  | 4 (3)            |                  |  |                    |                    |                  |                  |  |                    |                    |             |             |           |                              |                              |                              |       |  |
|  |                        |                             | Inter Miami (p.)       | Inter Miami (p.)       | 4 (5)                   |                         |                  |                  |  |                    |                    |                  |                  |  |                    |                    |             |             |           |                              |                              |                              |       |  |
|  | S3-1                   | Inter Miami                 | Inter Miami (p.)       | Inter Miami (p.)       | 4 (5)                   | 3                       |                  |                  |  |                    |                    |                  |                  |  |                    |                    |             |             |           |                              |                              |                              |       |  |
|  | S3-1                   | Inter Miami                 |                        |                        |                         |                         |                  |                  |  |                    |                    |                  |                  |  |                    |                    |             |             |           |                              |                              |                              |       |  |
|  | S2-1                   | Orlando City                | 1                      |                        |                         |                         |                  |                  |  |                    |                    |                  |                  |  |                    |                    |             |             |           |                              |                              |                              |       |  |
|  | S2-1                   | Orlando City                | 1                      |                        |                         |                         |                  |                  |  | Inter Miami        | Inter Miami        | 4                |                  |  |                    |                    |             |             |           |                              |                              |                              |       |  |
|  |                        |                             |                        |                        |                         |                         |                  |                  |  | Inter Miami        | Inter Miami        | 4                |                  |  |                    |                    |             |             |           |                              |                              |                              |       |  |
|  |                        |                             | Charlotte              | Charlotte              | 0                       |                         |                  |                  |  |                    |                    |                  |                  |  |                    |                    |             |             |           |                              |                              |                              |       |  |
|  | S4-1                   | Charlotte (p.)              | Charlotte              | Charlotte              | 0                       | 0 (4)                   |                  |                  |  |                    |                    |                  |                  |  |                    |                    |             |             |           |                              |                              |                              |       |  |
|  | S4-1                   | Charlotte (p.)              |                        |                        |                         |                         |                  |                  |  |                    |                    |                  |                  |  |                    |                    |             |             |           |                              |                              |                              |       |  |
|  | S3-2                   | Cruz Azul                   | 0 (3)                  |                        |                         |                         |                  |                  |  |                    |                    |                  |                  |  |                    |                    |             |             |           |                              |                              |                              |       |  |
|  | S3-2                   | Cruz Azul                   | 0 (3)                  |                        | Charlotte               | Charlotte               | 2                |                  |  |                    |                    |                  |                  |  |                    |                    |             |             |           | Partido por el tercer puesto | Partido por el tercer puesto | Partido por el tercer puesto |       |  |
|  |                        |                             |                        |                        | Charlotte               | Charlotte               | 2                |                  |  |                    |                    |                  |                  |  |                    |                    |             |             |           | Partido por el tercer puesto | Partido por el tercer puesto | Partido por el tercer puesto |       |  |
|  |                        |                             | Houston Dynamo         | Houston Dynamo         | 1                       |                         |                  |                  |  |                    |                    |                  |                  |  |                    |                    |             |             |           |                              |                              |                              |       |  |
|  | S2-2                   | Houston Dynamo (p.)         | Houston Dynamo         | Houston Dynamo         | 1                       | 0 (5)                   |                  |                  |  |                    |                    |                  |                  |  |                    |                    |             |             | Monterrey | Monterrey                    | 0                            |                              |       |  |
|  | S2-2                   | Houston Dynamo (p.)         |                        |                        |                         |                         |                  |                  |  |                    |                    |                  |                  |  |                    |                    |             |             | Monterrey | Monterrey                    | 0                            |                              |       |  |
|  | LMX                    | Pachuca                     | 0 (3)                  |                        |                         |                         |                  |                  |  |                    |                    |                  |                  |  |                    |                    |             |             |           |                              | Philadelphia Union           | Philadelphia Union           | 3     |  |
|  | LMX                    | Pachuca                     | 0 (3)                  |                        |                         |                         |                  |                  |  |                    |                    |                  |                  |  |                    |                    |             |             |           |                              | Philadelphia Union           | Philadelphia Union           | 3     |  |
|  |                        |                             |                        |                        |                         |                         |                  |                  |  |                    |                    |                  |                  |  |                    |                    |             |             |           |                              |                              |                              |       |  |

### Dieciseisavos de final
| Equipo 1           | Resultado    | Equipo 2               |
| ------------------ | ------------ | ---------------------- |
| Los Angeles        | 7–1          | Juárez                 |
| León               | 1–3          | Real Salt Lake         |
| Tigres UANL        | 1–1 (5–3 p.) | Vancouver Whitecaps    |
| Monterrey          | 1–0          | Portland Timbers       |
| Columbus Crew      | 3–3 (3–4 p.) | Minnesota United       |
| Toluca             | 4–1          | Sporting Kansas City   |
| Chicago Fire       | 0–1          | América                |
| Cincinnati         | 1–1 (4–5 p.) | Nashville              |
| Philadelphia Union | 0–0 (5–4 p.) | DC United              |
| New York Red Bulls | 1–0          | New York City          |
| Pumas UNAM         | 0–1          | Querétaro              |
| Atlas              | 2–2 (7–8 p.) | New England Revolution |
| Mazatlán           | 1–2          | Dallas                 |
| Inter Miami        | 3–1          | Orlando City           |
| Charlotte          | 0–0 (4–3 p.) | Cruz Azul              |
| Houston Dynamo     | 0–0 (5–3 p.) | Pachuca                |

### Octavos de final
| Equipo 1           | Resultado    | Equipo 2               |
| ------------------ | ------------ | ---------------------- |
| Los Angeles        | 4–0          | Real Salt Lake         |
| Tigres UANL        | 0–1          | Monterrey              |
| Minnesota United   | 2–2 (4–2 p.) | Toluca                 |
| América            | 2–2 (5–6 p.) | Nashville              |
| Philadelphia Union | 1–1 (4–3 p.) | New York Red Bulls     |
| Querétaro          | 1–1 (4–3 p.) | New England Revolution |
| Dallas             | 4–4 (3–5 p.) | Inter Miami            |
| Charlotte          | 2–1          | Houston Dynamo         |

### Cuartos de final
| Equipo 1           | Resultado | Equipo 2  |
| ------------------ | --------- | --------- |
| Los Angeles        | 2–3       | Monterrey |
| Minnesota United   | 0–5       | Nashville |
| Philadelphia Union | 2–1       | Querétaro |
| Inter Miami        | 4–0       | Charlotte |

### Semifinales
| Equipo 1           | Resultado | Equipo 2    |
| ------------------ | --------- | ----------- |
| Monterrey          | 0–2       | Nashville   |
| Philadelphia Union | 1–4       | Inter Miami |

### Definición del tercer lugar
| Equipo 1  | Resultado | Equipo 2           |
| --------- | --------- | ------------------ |
| Monterrey | 0–3       | Philadelphia Union |

### Final
| Equipo 1  | Resultado     | Equipo 2    |
| --------- | ------------- | ----------- |
| Nashville | 1–1 (9–10 p.) | Inter Miami |

|                                 |
| Bandera de Estados Unidos       |
| Campeón Inter Miami 1.er título |

## Estadísticas

### Máximos goleadores
| Jugador              | Club             | Goles | Part. |
| -------------------- | ---------------- | ----- | ----- |
| Lionel Messi         | Inter Miami      | 10    | 7     |
| Bongokuhle Hlongwane | Minnesota United | 7     | 5     |
| Denis Bouanga        | Los Angeles      | 6     | 3     |
| Germán Berterame     | Monterrey        | 5     | 3     |
| Brandon Vazquez      | Cincinnati       | 5     | 3     |

### Anotaciones destacadas
| Jugador          | Goles | Fecha       | Local              |                           | Resultado |                           | Visitante              | Reporte          |
| ---------------- | ----- | ----------- | ------------------ | ------------------------- | --------- | ------------------------- | ---------------------- | ---------------- |
| Giacomo Vrioni   | 3     | 26 de julio | Atlético San Luis  | Bandera de México         | 1 – 5     | Bandera de Estados Unidos | New England Revolution | Fase de grupos   |
| Dániel Gazdag    | 3     | 26 de julio | Philadelphia Union | Bandera de Estados Unidos | 5 – 1     | Bandera de México         | Querétaro              | Fase de grupos   |
| Brandon Vazquez  | 3     | 27 de julio | Guadalajara        | Bandera de México         | 1 – 3     | Bandera de Estados Unidos | Cincinnati             | Fase de grupos   |
| Germán Berterame | 3     | 30 de julio | Monterrey          | Bandera de México         | 4 – 2     | Bandera de Estados Unidos | Seattle Sounders       | Fase de grupos   |
| Denis Bouanga    | 3     | 2 de agosto | Los Angeles        | Bandera de Estados Unidos | 7 – 1     | Bandera de México         | Juárez                 | Octavos de final |

### Premios y reconocimientos
| Premio           | Jugador                 |
| ---------------- | ----------------------- |
| Mejor jugador    | Lionel Messi            |
| Máximo goleador  | Lionel Messi (10 goles) |
| Mejor guardameta | Drake Callender         |

## Clasificados a laCopa de Campeones de la Concacaf 2024
| Bandera de Estados Unidos | Bandera de Estados Unidos | Bandera de Estados Unidos |
| ------------------------- | ------------------------- | ------------------------- |
| Inter Miami               | Nashville                 | Philadelphia Union        |
| Campeón                   | Subcampeón                | Tercer puesto             |